# Koeweit op de Olympische Zomerspelen 1972
Koeweit nam deel aan de Olympische Zomerspelen 1972 in München, West-Duitsland. Ook tijdens deze tweede deelname werd geen medaille gewonnen.

## Deelnemers en resultaten

### Atletiek
| Olympiër                                                          | Onderdeel  | Resultaat | Prestatie             |
| ----------------------------------------------------------------- | ---------- | --------- | --------------------- |
| Younis Abdallah                                                   | 100m (m)   | 77e       | serie 5: 7de in 11,20 |
| Mohamed Saad                                                      | 400m (m)   | 59e       | serie 8: 5de in 49,61 |
| Abdulazeez Abdulkareem Malik Murdhi Mohammad Mobarak Younis Rabee | 4x100m (m) | DNF       | serie 1: niet gestart |

### Zwemmen
| Olympiër      | Onderdeel           | Resultaat | Prestatie                |
| ------------- | ------------------- | --------- | ------------------------ |
| Abdalla Zeyab | 100m vrije slag (m) | 48e       | serie 5: 8ste in 1.03,94 |
| Fawzi Irhama  | 200m vrije slag (m) | 46e       | serie 4: 7de in 2.33,75  |

Afghanistan · Albanië · Algerije · Amerikaanse Maagdeneilanden · Argentinië · Australië · Bahama's · Barbados · België · Bermuda · Birma · Bolivia · Bondsrepubliek Duitsland · Brazilië · Brits-Honduras · Bulgarije · Canada · Ceylon · Chili · Colombia · Congo-Brazzaville · Costa Rica · Cuba · Dahomey · Denemarken · Dominicaanse Republiek · Duitse Democratische Republiek · Ecuador · Egypte · El Salvador · Ethiopië · Fiji · Filipijnen · Finland · Frankrijk · Gabon · Ghana · Griekenland · Groot-Brittannië · Guatemala · Guyana · Haïti · Hongarije · Hongkong · Ierland · IJsland · India · Indonesië · Iran · Israël · Italië · Ivoorkust · Jamaica · Japan · Joegoslavië · Kameroen · Kenia · Khmerrepubliek · Koeweit · Lesotho · Libanon · Liberia · Liechtenstein · Luxemburg · Madagaskar · Malawi · Maleisië · Mali · Malta · Marokko · Mexico · Monaco · Mongolië · Nederland · Nederlandse Antillen · Nepal · Nicaragua · Nieuw-Zeeland · Niger · Nigeria · Noord-Korea · Noorwegen · Oeganda · Oostenrijk · Opper-Volta · Pakistan · Panama · Paraguay · Peru · Polen · Portugal · Puerto Rico · Roemenië · San Marino · Saoedi-Arabië · Senegal · Singapore · Soedan · Somalië · Sovjet-Unie · Spanje · Suriname · Swaziland · Syrië · Taiwan · Tanzania · Thailand · Togo · Trinidad en Tobago · Tsjaad · Tsjecho-Slowakije · Tunesië · Turkije · Uruguay · Venezuela · Verenigde Staten · Vietnam · Zambia · Zuid-Korea · Zweden · Zwitserland